# Bernau im Schwarzwald
Pour les articles homonymes, voir Bernau.
Bernau im Schwarzwald est une commune de Bade-Wurtemberg (Allemagne), située dans l'arrondissement de Waldshut, dans le district de Fribourg-en-Brisgau. Elle comprend les villages de Altenrond, Dorf , Hof, Innerlehen et Riggenbach.

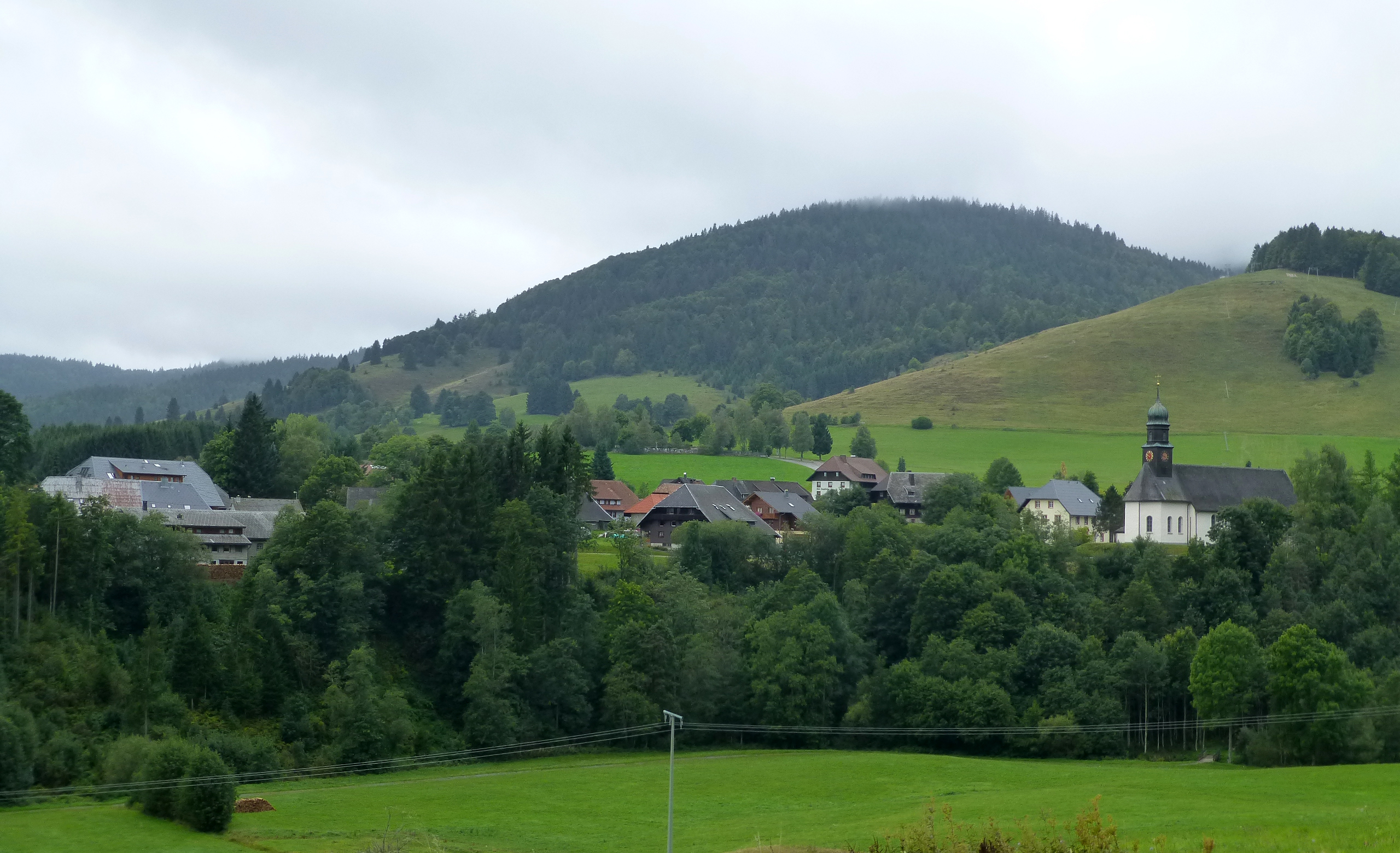
Hameau de Riggenbach.